# NGC 2773
NGC 2773 est une galaxie spirale vue par la tranche et située dans la constellation du Cancer. NGC 2773 a été découverte par l'astronome allemand Albert Marth en 1864.

## Caractéristiques
Sa vitesse par rapport au fond diffus cosmologique est de 5 807 ± 24 km/s, ce qui correspond à une distance de Hubble de 85,7 ± 6,0 Mpc (∼280 millions d'al).
NGC 2773 renferme des régions d'hydrogène ionisé.
Selon la base de données Simbad, NGC 2773 est une radiogalaxie.